# Combressol
Combressol é uma comuna francesa na região administrativa da Nova Aquitânia, no departamento de Corrèze. Estende-se por uma área de 25,43 km². Em 2010 a comuna tinha 359 habitantes (densidade: 14,1 hab./km²).